# بيت السمة (السدة)

تعديل مصدري - تعديل

بيت السمة هي إحدى قرى عزلة بني العثمانيين بمديرية السدة التابعة لمحافظة إب، بلغ تعداد سكانها 177 نسمة حسب تعداد اليمن لعام 2004.